# Сумське вище артилерійське командне училище
Сумське вище артилерійське командне двічі Червонопрапорне училище імені М. В. Фрунзе (СВАКУ) — радянське військове училище, яке існувало у 1918—1992 роках в приміщеннях архітектурного корпусу Сумського Михайлівського кадетського корпусу. На його основі 1994 року було створено Військовий інститут ракетних військ та артилерії, а після розформування 2007 року створено державний ліцей-інтернат «Кадетський корпус» імені І. Г. Харитоненка.
За роки свого існування з його стін вийшло близько 30 тисяч командирів офіцерів-артилеристів, більше 250 чоловік стали генералами.

## Історія

### Передісторія
28 грудня 1899 постановою Військової ради царської армії був заснований Сумський кадетський корпус. Відкрито 18.01.1900 р Своїм виникненням Сумський кадетський корпус зобов'язаний сум'янам — цукрозаводчикам Івану Харитоненку і його синові Павлу Харитоненку, які безоплатно надали Військовому відомству 50 десятин землі і 500 000 рублів на споруду в Сумах кадетського корпусу. Останнім директором Сумського кадетського корпусу з 1905 по 1918 рр. був генерал-лейтенант Андрій Саранчов.
На початку 1918 року Сумський кадетський корпус був закритий радянською владою, яка знищувала всі інститути старої, царської армії, в тому числі всі кадетські корпуси. За часів Української держави гетьманом Павлом Скоропадським влітку 1918 року корпус був відновлений як «гетьманський», але з падінням гетьманської влади та встановленні влади більшовиків закрито остаточно.

### Заснування
У 1918 році на базі Сумського кадетського корпусу наказом комісара Головного управління військово-навчальних закладів (ГУВУЗ) № 367 від 14 грудня 1918 були створені 3-ті піхотні Московські курси. Вони поклали початок існуванню Сумської артилерійської школи (в подальшому артилерійського училища, вищого артилерійського командного училища, інституту РВіА). Першим начальником курсів був Панкратов Д. Н., першим комісаром — Нефьодов Н. М. Призначення вони отримали до видання наказу № 367 і до формування приступили 1 грудня 1918. Цей день щорічно відзначався як День училища.
У березні 1919 р 3-ті піхотні Московські курси стали іменуватися: «1-ші Уральські курси червоних командирів»; з 10.6.1919 р — «11-ті Черкаські піхотні курси»; з 12.01.1920 р. — «5-ті Петроградські радянські піхотні курси»; з 26.3.1920 р — «Полтавські піхотні радянські командні курси»; з 29.6.1920р — «29-ті піхотні Полтавські радянські курси»; з 19.3.1921р — «14-та піхотна Полтавська школа командного складу».
Протягом 3-х років, починаючи з 1918 р, курсанти цих курсів брали активну участь в громадянській війні на стороні більшовиків.
До перенесення піхотної школи в Суми, будівля кадетського корпусу послідовно займалася різними військовими установами та навчальними закладами.
Наказом Революційної військової ради від 10.6.1925 р Полтавська піхотна школа була переведена в місто Суми, отримавши найменування «Сумська піхотна школа».
З осені 1925 школа стала іменуватися Сумської піхотної школою імені М. В. Фрунзе.
За час існування піхотної школи (курсів) з її стін вийшло близько тисячі командирів, понад 100 з яких стали генералами.
Наказом РВС СРСР № 384/67 від 23.7.1927 р Сумська піхотна школа імені М. В. Фрунзе була переформована в артилерійську школу. Першим начальником артилерійської школи став Козловський В. Н. (1927—1928 рр.).
Формування Сумської артилерійської школи почалося з 01.8.1927 р, і вже з 6 жовтня того ж року почалися планові заняття з підготовки командирів-артилеристів.
У 1936 р був проведений перший випуск з присвоєнням випускникам звання «лейтенант». Цей випуск по успішності та результатами державних іспитів посів перше місце серед артилерійських шкіл СРСР.
За період з 1928 р по 1936 р в Сумській артилерійській школі було здійснено 17 випусків, в артилерійські частини направлено 1271 командирів-артилеристів.
З 16.3.1937 р артилерійська школа отримала назву «Сумське артилерійське училище імені М. В. Фрунзе».
З 01.10.1938 р училище перейшло на новий штат четирьохдівізійного складу з кількістю курсантів 1200 чоловік.

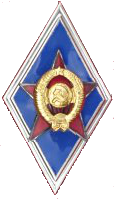
Нагрудний знак,
ЗС СРСР,
за закінчення військово-навчального закладу

У 1938 р під час боїв з японськими мілітаристами у висоти Заозерної (42°26.792′ пн. ш. 130°35.671′ сх. д. / 42.446533° пн. ш. 130.594517° сх. д.) особливо відзначилася батарея 45-мм гармат під командуванням лейтенанта Івана Лазарєва, що закінчив Сумську артилерійську школу в 1936 р Коли піхотинці, які атакували висоту, залягли під сильним артилерійським і кулеметним вогнем японців, лейтенант Лазарєв І. Р. прямою наводкою відкрив вогонь по ворогу. Він особисто замінив убитого навідника і, будучи пораненим, продовжував керувати вогнем. Указом Президії Верховної Ради СРСР від 25.10.1938 р лейтенанту Лазарєву І. Р. було присвоєно звання Героя Радянського Союзу. Він був першим випускником училища і першим радянським артилеристом, отримав цю нагороду.
В довоєнні роки, з освітою артилерійського училища, в період з 1937 р по 1941 р було здійснено 10 випусків.
З початком німецько-радянської війни багато командирів були направлені в діючу армію. Тоді ж почався прискорений випуск командирів-артилеристів.
В Наприкінці серпня 1941 р для посилення військ 40-й армії Південно-Західного фронту та прикриття напрямки ст. Ворожба — м. Суми за наказом командувача військами Харківського військового округу був сформований загін особливого призначення, до складу якого входило і Сумське артилерійське училище.
Близько 2-х місяців загін брав участь у запеклих боях за населені пункти Ворожба, Білопілля, Путивль, Волокитине, Софановка, Буринь, Бондарі, Михайлівка.
Діючи в складі загону, Сумське артилерійське училище в ході запеклих боїв зазнало великих втрат в особовому складі і бойовій техніці. Але, незважаючи на це, воно зберегло боєздатність, що дало можливість військовому командуванню ухвалити рішення про виведення училища з бою для подальшої передислокації вглиб країни з метою продовження підготовки офіцерських кадрів для артилерійських частин і підрозділів.
Участь училища в боях з німецько-фашистськими загарбниками було нетривалим, але і за цей короткий період командири і курсанти показали високі морально-бойові якості: вірність військовому обов'язку, безстрашність і героїзм в боротьбі з ворогом.
Багато командири і курсанти училища за мужність і героїзм, проявленні в боях з німецько-фашистськими загарбниками в перші місяці війни, нагороджені орденами і медалями.
03.11.1941 р наказом командувача 40-ї армії загін особливого призначення був розформований, весь особовий склад загону відряджений в свої училища.
23.11.1941 р весь особовий склад училища, який брав участь в боях, двома ешелонами відбув до нового місця дислокації. 12.12.1941 р училище прибуло в м. Ачинськ Красноярського краю, де пробуло до 21.6.1944 р
За час перебування училища в Ачинські було здійснено 11 випусків командирів взводів і 3 випуски політпрацівників. Випускники відразу ж прямували на фронт, в діючу армію.
За видатні успіхи в підготовці офіцерських кадрів для артилерійських частин і бойові заслуги перед Батьківщиною Указом Президії Верховної Ради СРСР від 30.11.1943 р Сумське артилерійське училище було нагороджено орденом Червоного Прапора і стало іменуватися «Сумське Червонопрапорне артилерійське училище імені М. В. Фрунзе». Орден вручив командувач СибВО Никифор Медведєв.
Після визволення міста Суми від німецько-фашистських військ Сумське артилерійське училище 12.7.1944 р повернулося в Суми з Ачинська. У липні 1945 училище здійснило 44-й (перший післявоєнний) випуск.
Протягом 1951—1960 рр. на території Сумського артилерійського училища знаходилося Сумське військово-технічне училище військ ППО країни (відкрите найменування — військова частина 71542). У 1960 р воно було переведене в м. Орджонікідзе.
За героїзм і мужність, проявлену в боях з німецько-фашистськими загарбниками, тисячі офіцерів, що закінчили Сумське училище, були нагороджені орденами і медалями. 53 з них стали Героями Радянського Союзу, а генерал-полковники Петров В. С. і Кравченко А. Г. удостоєні цього звання двічі. Генерал-полковник Вотинцев Ю. В. та генерал-лейтенант Коломієць М. М. стали Героями Соціалістичної Праці.
У 1951 р в училищі було відкрито дошку Пошани, на яку наказом Командувача військами Київського військового округу, а потім Міністра оборони заносилися курсанти, що відмінно закінчили училище.
В післявоєнний час училище удосконалювало підготовку офіцерів, покращувало навчально-матеріальну базу, було висококласної кузнею артилерійських кадрів.
Директивою Генерального штабу від 16.5.1957 р Сумське артилерійське училище реорганізоване в артилерійсько-технічне і з 01.10.1957 р стало іменуватися «Сумське артилерійсько-технічне училище імені М. В. Фрунзе».
У жовтні 1966 р училище, наказом Міністра оборони СРСР, було перейменовано в «Сумське артилерійське Червонопрапорне училище імені М. В. Фрунзе».
Указом Президії Верховної Ради СРСР від 22.02.1968 р за видатні заслуги в справі підготовки офіцерських кадрів училище було нагороджено другим орденом Червоного Прапора. 10.3.1968 р орден училищу вручив командувач ракетними військами і артилерією Сухопутних військ Маршал артилерії Казаков Костянтин Петрович
З 17 липня 1968 училище стало іменуватися «Сумське вище артилерійське командне двічі Червонопрапорного училища імені М. В. Фрунзе».
Усі наступні роки училище продовжувало підготовку першокласних офіцерів-артилеристів і удосконалювало навчально-матеріальну базу.
З 1973 року основний упор в підготовці офіцерів-артилеристів був зроблений на вивчення пристрою, ремонту та бойового застосування самохідної артилерії. Слід зауважити, що це було єдине училище із загального числа шести командних артилерійських в СРСР, яке готувало артилеристів-самохідників. Ділення на факультети в училищі не було, тому всі курсанти навчалися за єдиною програмою.
З розвалом радянської імперії почалося реформування військової освіти в Україні. До цього моменту на території України знаходилося більше 30 військових училищ. Сумське вище артилерійське командне двічі Червонопрапорного училища імені М. В. Фрунзе залишилося основним навчальним закладом з підготовки офіцерів-артилеристів.
У 1992 р Постановою КМ України було училище було ліквідовано. У 1994 році на базі училища, Постановою КМ України, було створено Військовий артилерійський факультет при Сумському державному університеті.
За роки свого існування з його стін вийшло близько 30 тисяч командирів офіцерів-артилеристів, більше 250 чоловік стали генералами.

### Після розформування
Юридичним правонаступником призначений Науковий центр бойового застосування ракетних військ і артилерії Сумського державного університету, який в даний час залишається продовжувачем справи розвитку артилерійської науки в стінах колишнього інституту (училища).
Крім того, на території училища (інституту) розміщуються:
- 27-й реактивний артилерійський полк (з 2008 р)
- кафедра військової підготовки Сумського державного університету
- Державний ліцей-інтернат з посиленою військово-фізичною підготовкою «Кадетський корпус» імені І. Г. Харитоненка

## Начальники навчального закладу

### Піхотні курси
- 1918—1919 рр. — Панкратов Д. Н.
- 1919—1920 рр. — Клауз Л. П.
- 1920—1921 рр. — Залевський В. С.
- 1921—1922 рр. — Крузе А. Я.
- 1922—1925 рр. — Сальников І. П.

### Сумська піхотна школа
- 1925—1927 рр. — Савченко М. В.

### Сумська артилерійська школа, училище
- 1927—1928 рр. — Козловський В. Н.
- 1928—1932 рр. — Соколов М. І.
- 1932—1936 рр. — комбриг Тихонов В. Г.
- 1936—1938 рр. — полковник Богомолов І. В.
- 1938—1942 рр. — полковник Іванов В. А.
- 1942—1945 рр. — генерал-лейтенант артилерії Дульщиков Л. И.
- 1945—1946 рр. — генерал-майор артилерії Солодченко И. Г.
- 1946—1948 рр. — генерал-майор артилерії Зиков И. Н.
- 1948—1952 рр. — генерал-майор артилерії Великолєпов М. М.
- 1952—1958 рр. — генерал-майор артилерії Давидов А. К.
- 1958—1960 рр. — генерал-майор ІТС Парицький І. Г.
- 1960—1964 рр. — генерал-майор артилерії Івасик А. Н.
- 1964—1973 рр. — генерал-майор артилерії Виноградов А. Я.
- 1973-14.10.1987 рр. — генерал-лейтенант артилерії Морозов А. П.
- 14.10.1987-28.11.1991 рр. — генерал-майор артилерії Затонський В. Н.
- 15.11.1991-04.5.1992 рр. — полковник Шумеєв В. І.

## Знані випускники училища
Див. також: Випускники Сумського вищого артилерійського командного училища
- Кравченко Андрій Григорович
- Петров Василь Степанович
- Терезов Євген Матвійович
- Явар Денис Євгенович